# Gandża
Gandża (dawniej Giandża, azer. Gəncə) – miasto w zachodnim Azerbejdżanie, położone na północnych stokach Małego Kaukazu na wysokości około 440 m n.p.m. Przez miasto przepływa niewielka rzeka Gəncəçay, dopływ Kury. Gandża to drugie pod względem liczby ludności miasto kraju, po stolicy Baku. Jest jednym z jedenastu miast wydzielonych (şəhər).
Gandża jest ważnym ośrodkiem przemysłowym, naukowym i kulturalnym kraju. Rozwinął się tutaj przemysł włókienniczy, spożywczy, samochodowy i materiałów budowlanych. Znajdują się tutaj 4 szkoły wyższe (uniwersytet, akademia rolnicza, pedagogiczna i techniczna).

## Nazwa i etymologia
Oryginalna nazwa miasta pochodzi najprawdopodobniej od perskiego słowa gandż (گنج), czyli „skarb”, „skarbiec”. Według jednej z legend miasto zostało założone w miejscu odkrycia wielkiego skarbu, którego lokalizacja przyśniła się Muhammadowi ibn Khalidowi – arabskiemu władcy.
Podczas panowania dynastii Safawidów miasto nazywane było Abbasabadem, na cześć szacha Abbasa I. W późniejszym okresie, po ostatecznym przejęciu miasta przez Rosję zostało przemianowane na Jelizawietpol (Елизаветполь), na cześć żony cara Aleksandra I. W roku 1918, przy okazji powstania Azerbejdżańskiej Republiki Demokratycznej, powróciła nazwa Gandża, jednak w 1935 Józef Stalin zmienił nazwę miasta na Kirowabad (Кировабад) na cześć bolszewickiego rewolucjonisty Siergieja Kirowa. W 1991 po odzyskaniu niepodległości przez Azerbejdżan powrócono do pierwotnej nazwy.

## Historia
Choć niektórzy historycy umieszczają założenie Gandży jeszcze w okresie przed naszą erą, powszechnie uważa się, że miasto zostało założone w V wieku na szlaku handlowym między Morzem Czarnym a Morzem Kaspijskim. Obszar, na którym się znajdowało nazywany był Arranem i był areną walk pomiędzy Chazarami i Arabami. W VII wieku miasto co najmniej dwukrotnie zostało zrujnowane w wyniku działań wojennych, (wpierw przez Persów, a później przez Arabów) jednak szybko zostało odbudowane. Ze względu na położenie na szlaku karawan, zatrzymywali się tu podróżni i kupcy. Tutejsi rzemieślnicy wykorzystywali rudy miedzi, żelaza i innych metali, znajdujących się nieopodal, do tworzenia różnego rodzaju wyrobów. Kiedy od X wieku Barda zaczęła tracić rolę stolicy Arranu, Giandża zaczęła odgrywać ważną rolę w życiu społeczno-gospodarczym i kulturalnym. Wzniesiono mury obronne i wykopano fosy; powstała potężna twierdza. Za panowania Fadłuna I zbudowano pałace, nową twierdzę, mosty, karawanseraje i zaczęto bić własną monetę. W 1139 miasto nawiedziło silne trzęsienie ziemi w którym zginęło 250 tysięcy osób. Zniszczone wówczas miasto zrabował gruziński król Demetriusz, w tym m.in. wykute w 1063 roku słynne Wrota Giandżyjskie, które umieścił w monasterze Gelati w Gruzji, gdzie do dziś się znajdują. Po trzęsieniu ziemi miasto podupadło a dodatkowo padło ofiarą dwóch najazdów Mongołów w 1231 i 1235. 
Ponowny rozwój przypadł na okres panowania perskiej dynastii Safawidów. Miasto zostało odbudowane przez Abbasa I około 8 km na wschód od swojej poprzedniej lokalizacji. Miasto najpierw stało się stolicą bejlerbejatu, a później niezależnego chanatu Gandży.
W 1804 miasto zajęli Rosjanie pod wodzą Pawła Cycjanowa. Według niektórych źródeł podczas zdobycia miasta zamordowane zostało od 1500 do 3000 mieszkańców, w tym 500 muzułmanów, którzy schronili się w meczecie. Jak donosił Cycjanow, do niewoli wziętych zostało 8585 mężczyzn i 8639 kobiet. W roku 1813 po przegranych wojnach persko-rosyjskich miasto trafiło ostatecznie pod administrację rosyjską. Jego nazwę zmieniono wówczas na Jelizawetpol (na cześć małżonki cara Aleksandra I). W latach 1868–1918 było stolicą Guberni jelizawietpolskiej.
W 1918 przywrócono historyczną nazwę Gandża. Miasto było wówczas tymczasową stolicą krótkotrwałego bytu państwowego Demokratycznej Republiki Azerbejdżanu, dopóki Baku nie zostało odbite z rąk Dyktatury Centralnokaspijskiej. W 1920 Azerbejdżan zajęła Armia Czerwona i miasto tak jak reszta kraju weszły w skład Azerbejdżańskiej Socjalistycznej Republiki Radzieckiej. Po odzyskaniu niepodległości w 1991 powróciła oryginalna nazwa miasta.
Dzięki bogatym i różnorodnym złożom rud w okolicach Gandży region ten często nazywano „azerbejdżańskim Uralem”. Znane jest też określenie „azerbejdżańskiej Szwajcarii”, które region Gandży zawdzięcza licznym górskim jeziorom, częściowo powstałym wskutek trzęsienia ziemi z 1139.

## Turystyka i zabytki

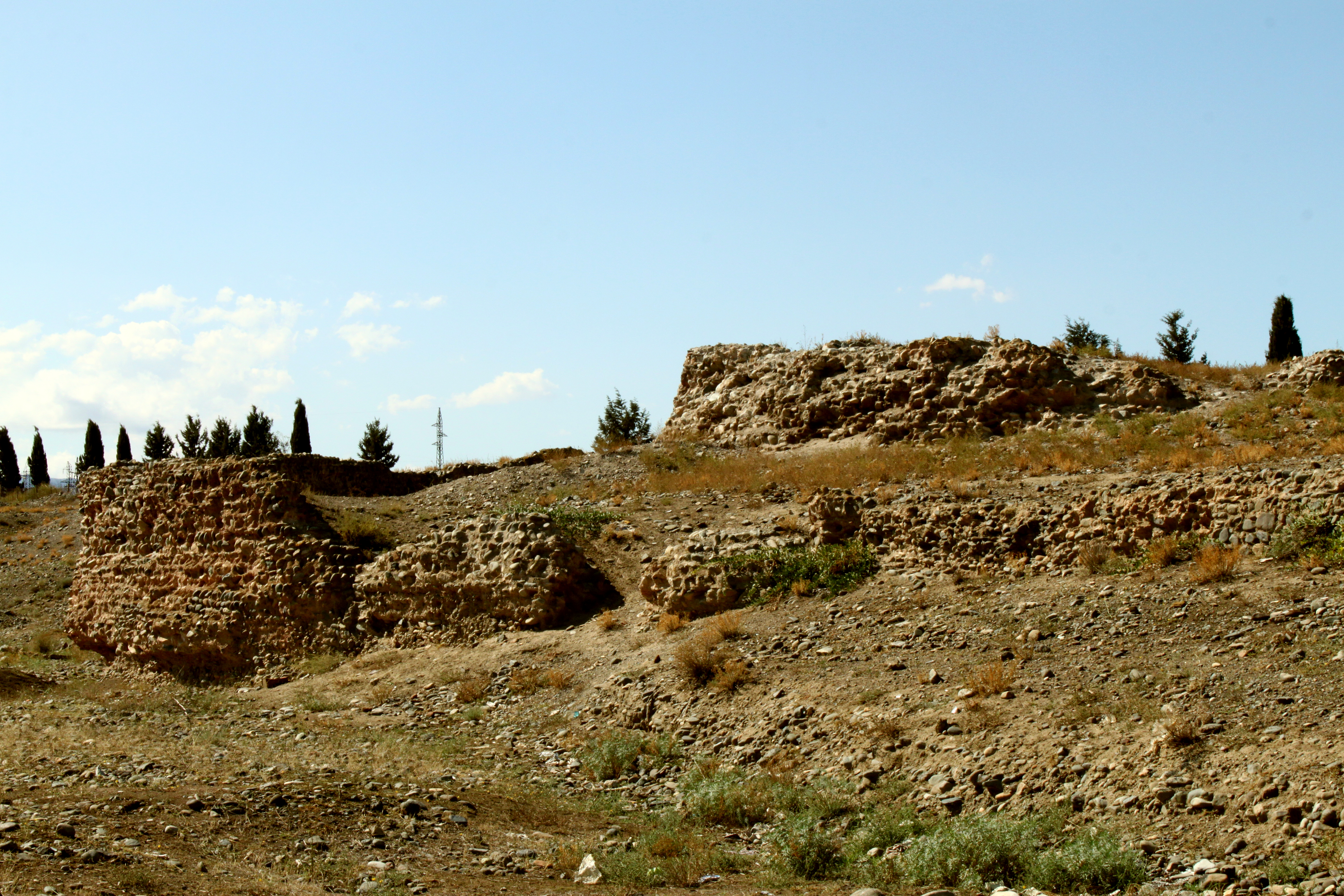
pozostałości murów obronnych w starej Gandży (XII-XIII w.)

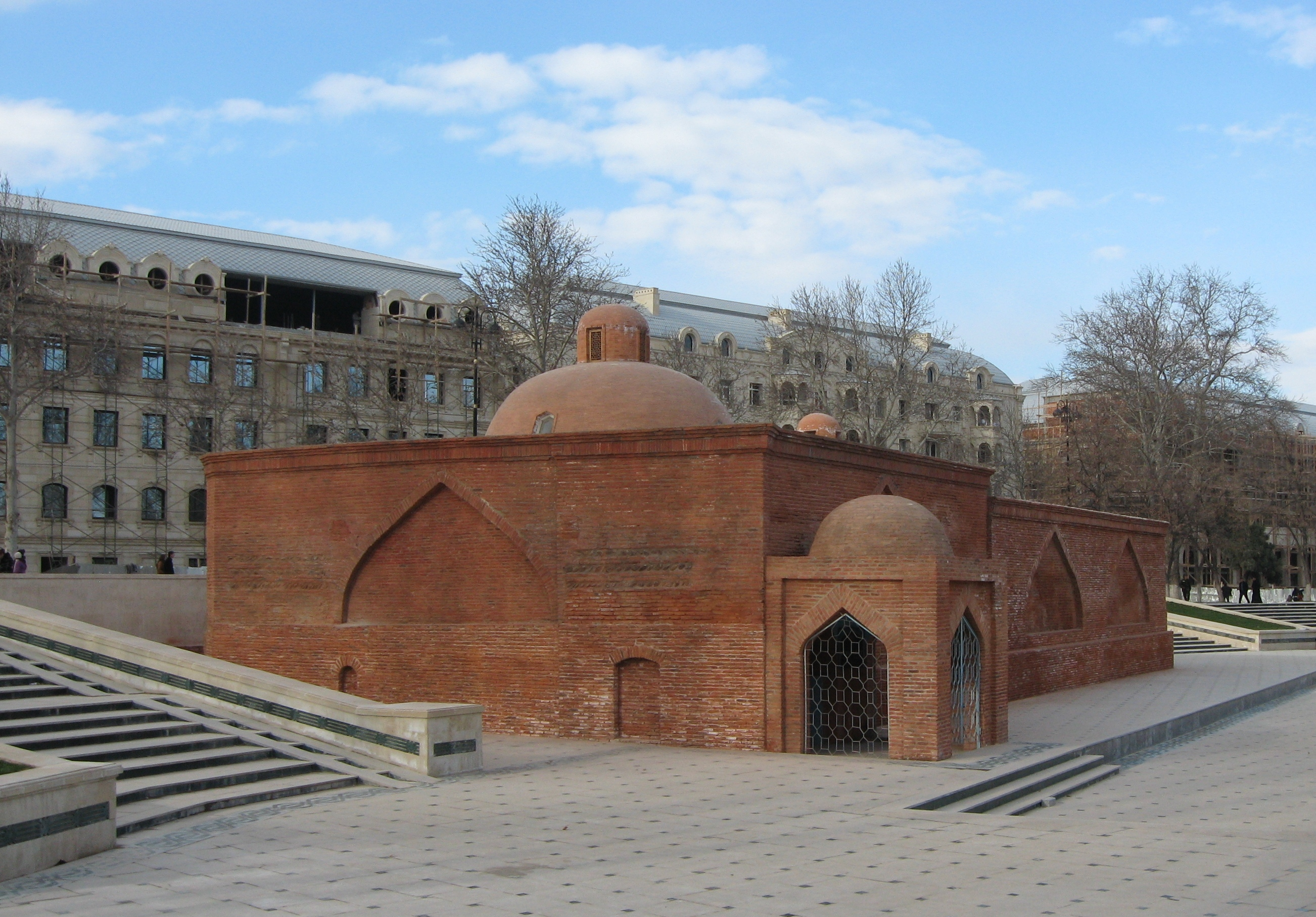
hamam Çökək z XVI w.

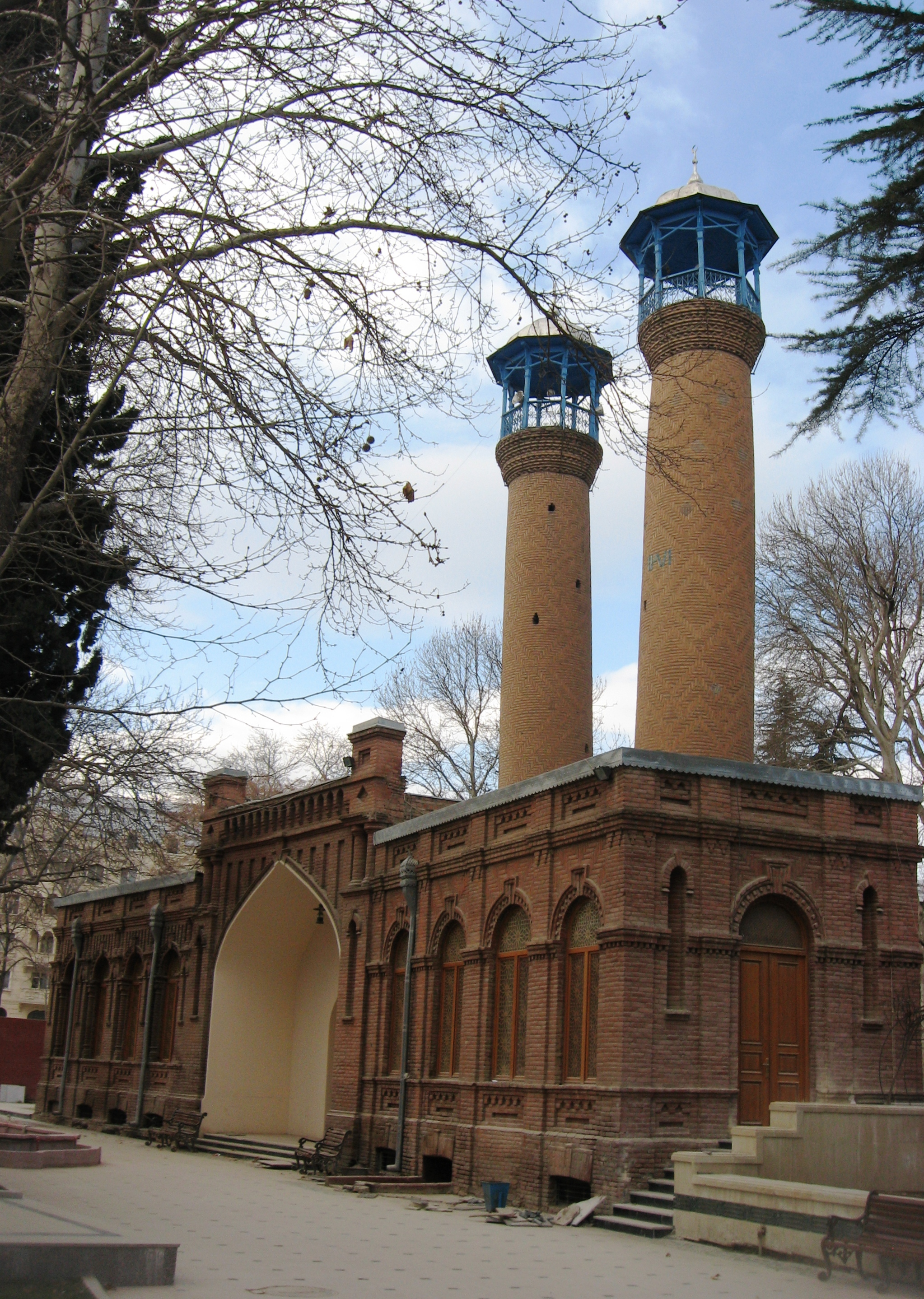
Meczet Piątkowy (Meczet szacha Abbasa) z 1606

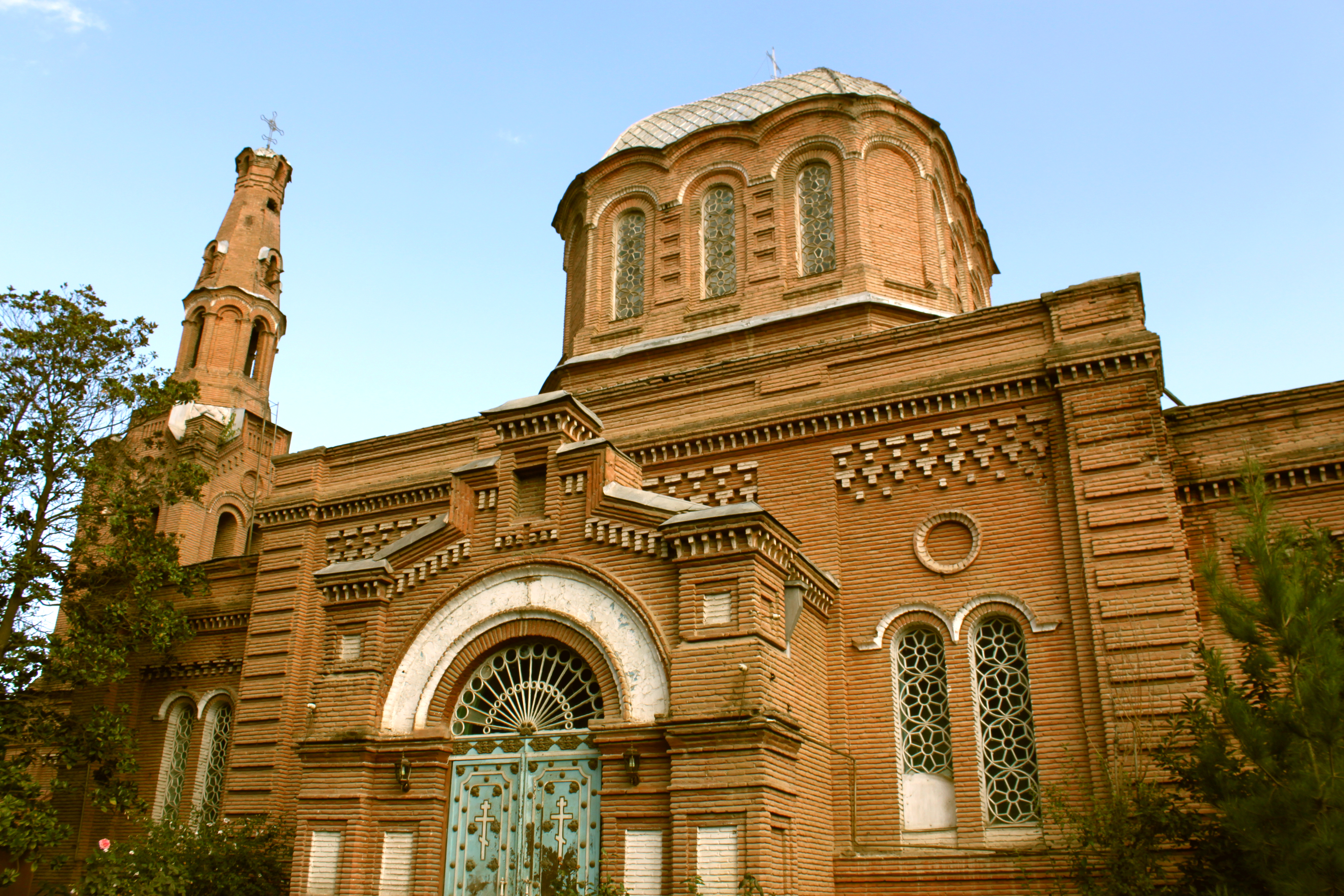
cerkiew Aleksandra Newskiego z 1887

W mieście znajduje się wiele zabytków:
- pozostałości murów obronnych, baszt i mostów z XII–XIII wieku,
- zespół sanktuarium i nekropolii İmamzadə z XIV w.
- zespół grobowców z XV-XVIII w.
- hamam Çökək z XVI w.
- hamam chana w starej Giandży z XVI w.
- wieża z 1588
- mauzoleum Mürsəl z XVII w.
- Meczet Piątkowy (Meczet szacha Abbasa) z 1606
- kościół św. Jana z 1633
- karawanseraj Ugurłu-chana z XVII w.
- karawanseraj szacha Abbasa z XVII w.
- pałac władcy w starej Giandży z XVII-XVIII w.
- kościół św. Sarkisa z XVIII w.
- meczet Qırıxlı z XVIII w.
- ogród chanów z XVIII w.
- meczet imama z XVIII w.
- hamam w stylu europejskim z XIX w.
- pałac Ziyadxanovların z XIX w.
- mauzoleum Hacı Mir Qasım ağa z XIX w.
- mauzoleum Seyid Mirzə Bağır Ağa z XIX w.
- budynek gimnazjum męskiego z XIX w.
- budynek szkoły sztuki im. Mihailowa z XIX w.
- budynek kina z XIX w.
- budynek kinoteatru z XIX w.
- meczet Xəlfəli z XIX w.
- meczet Zərrabi z XIX w.
- dom Elekber beja z XIX w.
- meczet Qazaxlar z 1801
- meczet Molla Cəlil z 1815
- meczet Hüseyniyyə z 1825
- pałac Yusifbəylilər z 1877
- Meczet Şahsevənlər z 1882
- budynek szkoły z 1883
- meczet Ozan z 1884
- cerkiew Aleksandra Newskiego z 1887
- budynek Xalq Cümhuriyyəti z 1897
- meczet Səfərabad z początku XX w.
- dom Ismaila beja z początku XX w.
- dom-muzeum Israfila Memmedowa z początku XX w.
- kościół luterański z 1915
- meczet Şərəfxanlı z 1915
- budynek Państwowego Teatru Dramatycznego w Giandży z 1932

W Gandży urodził się znany perski poeta klasyczny Nizami. Znajduje się tutaj jego mauzoleum, wybudowane w 1991. Z Gandży pochodził również znany azerski kompozytor Fikret Amirow.

## Transport

Przebieg linii kolejowej Baku–Tbilisi–Kars, na której trasie leży Gandża

System transportu publicznego w Gandży jest zarządzany głównie przez Ministerstwo Transportu Republiki Azerbejdżanu i składa się wyłącznie z autobusów. W latach 1955–2004 w mieście funkcjonowała sieć trolejbusowa, a w latach 1933–1967 sieć tramwajowa. W 2013 roku ogłoszono plany przywrócenia sieci tramwajowej. Prace miały się rozpocząć w 2015 roku.
W 2013 roku Ministerstwo ogłosiło plany budowy metra w Gandży.
Port lotniczy Gandża obsługuje połączenia krajowe z Baku oraz międzynarodowe z Rosją i Turcją.
Gandża leży na ważnej linii kolejowej, łączącej Baku z zachodem kraju i dalej ze stolicą Gruzji Tbilisi. Jest ona częścią linii Baku–Tbilisi–Kars, łączącej stolicę Azerbejdżanu z Turcją i otwartej 30 października 2017. Dworzec kolejowy w Giandży jest usytuowany 4 km na północ od centrum.

## Klimat
Klimat stepowy. Opadów deszczu w ciągu roku nie ma zbyt wiele. Klasyfikacja klimatu Köppena-Geigera BSk. Na tym obszarze średnia temperatura wynosi 13,5 °C. W ciągu roku średnie opady wynoszą 348 mm. Najsuchszym miesiącem jest styczeń z opadami na poziomie 12 mm. W maju opady osiągają wartość szczytową ze średnią 54 mm. Różnica w opadach pomiędzy najsuchszym a najbardziej mokrym miesiącem wynosi 42 mm. Najcieplejszym miesiącem w roku jest lipiec ze średnią temperaturą 25,5 °C, z kolei najzimniejszym miesiącem jest styczeń ze średnią temperaturą 2,0 °C. Wahania roczne temperatur wynoszą 23,5 °C.

## Miasta partnerskie
- Derbent, Rosja
- Rustawi, Gruzja
- Newark, Stany Zjednoczone
- Izmir, Turcja
- Moskwa, Rosja
- Kutaisi, Gruzja
- Kars, Turcja